# ジョン・アイセル
ジョン・アイセル (John Lincoln Eisele、1884年1月18日- 1933年3月30日)は、アメリカ合衆国の陸上競技選手。1908年ロンドンオリンピックの銀メダリストである。

## 経歴
アイセルは、1908年ロンドンオリンピックの3200m障害と、3マイル団体に出場。まず、3200m障害では予選第1組に登場。5人が出場した第1組では唯一ゴールした選手となり決勝に進出。決勝では中盤からトップを走っていたイギリスのアーサー・ラッセルとトップ争いを繰り広げる。残り1周の鐘がなるとアイセルの後ろを走っていたイギリスのアーチー・ロバートソンに抜かれ、結局アイセルはイギリスの2人に次いで3着でゴールした。
さらに、アイセルは、アメリカ代表として3マイル団体レースに出場。アメリカの5選手の中ではトップでゴール(全体では4位)し、イギリスチームに次いで銀メダルを獲得した。